# سيدارت كارا
سيدارت كارا (بالإنجليزية: Siddharth Kara) هو كاتب، وناشط، وخبير في العبودية المعاصرة والاتجار بالبشر. هو محاضر مساعد في السياسية العامة ومدير برنامج الاتجار بالبشر والعبودية المعاصرة في كلية كينيدي بجامعة هارفارد وعالم زائر عن العمل القسري في كلية الصحة العامة في جامعة هارفارد. يشتهر بثلاثية الكتب عن العبودية المعاصرة والحائزة على جوائز، الاتجار بالجنس: داخل تجارة العبودية المعاصرة (2009)، والعمل الاستعبادي: معالجة نظام العبودية في جنوب آسيا (2012) والعبودية المعاصرة: نظرة معاصرة (2017).

## تعليمه وحياته المهنية
وُلد كارا في نوكسفيل، تنيسي، الولايات المتحدة لوالد هندي نشأ في جنوب أفريقيا ووالده فارسية نشأت في الهند. تربى هو بين ممفيس في تينيسي، حيث ارتاد مدرسة جامعة ممفيس، ومومباي في الهند، حيث قضى أغلب فترات الصيف. حصل كارا على شهادة البكالوريوس في اللغة الإنجليزية والفلسفة من جامعة دوك (ومن ضمنها فصل دراسي في كلية كوين ماري، جامعة لندن)، وكذلك شهادة الماجستير في إدارة الأعمال من جامعة كولومبيا وشهادة القانون من كلية القانون بجامعة بي بّي بّي، لندن.
عمل كارا مستثمرًا مصرفيًا في ميريل لينش في مدينة نيويورك لعدة سنوات، وشارك خلال تلك الفترة في بعض أكبر عمليات الاندماج والاستحواذ (إم آند إيه) وتمويل أسهم رأس المال. وبعد ذلك، شارك في تأسيس شركة لتكنولوجيا الإعلام وأسس شركة التمويل والاندماج والاستحواذ الخاصة به في لوس أنجلوس، وكان يعمل ويقدم الاستشارات لعدة شركات ومنظمات غير ربحية.

## اللقاءات الأولى مع عالَم الاتجار بالجنس والرق
يُسأل كارا في أغلب المقابلات الإعلامية عما جعله يقرر إنهاء مسيرته المهنية كمستثمر مصرفي شاب وناجح في نيويورك ليركز على التحقيق في العبودية المعاصرة واستئصالها حول العالم. وعزا كارا هذا القرار إلى تجربةٍ مر بها خلال سنواته الجامعية والتي ثبت أنها كانت نقطةً محورية في حياته. وعندما كان طالبًا جامعيًا في جامعة دوك، شارك كارا في تأسيس «مشروع عمل دوك للاجئين»، والذي سبق البرنامج المرموق هارت ليدرشيب في كلية السياسية العامة بجامعة ستانفورد. أُسس المشروع ليمكن الطلاب من التطوع في مخيمات اللاجئين البوسنيين في يوغوسلافيا. وحصل هو وعدد قليل من الطلاب الآخرين على منحة من الجامعة، وتعلم أساسيات اللغة البوسنية، وحصل على تنسيب من المفوضية السامية للأمم المتحدة لشؤون اللاجئين للتطوع في المخيمات في المنطقة. وفي ذلك الصيف، عاش مثل اللاجئين، في ظروف بائسة وطعام بالكاد يكفيه. خلال هذا الوقت، استمع لقصص لا تحصى عن الفظائع الوحشية، والي تضمنت قصصًا عن جنود صربيين يغزون القرى البوسنية، ويعدمون الرجال، ثم يجمعون النساء والفتيات الشابات، ويغتصبوهن ويهربوهن إلى بيوت دعارة في جميع أنحاء أوروبا.
في سنواته التالية في وظيفة المستثمر المصرفي في ميريل لينش في نيويورك، استمرت قصص الاتجار بالجنس تطارد كارا من مخيم اللاجئين. وبعد ذلك، وعندما كان طالبًا جامعيًا في جامعة كولومبيا، أصبح ذو وعي متزايد بشأن الحاجة إلى نهج تحليلي للتمويل والاقتصاد لفهم هذه الجريمة غير المعقولة واستئصال هذه التجارة العالمية المربحة بشكل كبير. وفي الصيف الذي تخرج فيه من جامعة كولومبيا، باشر بأول رحلاته الطويلة العديدة ذاتية التمويل عبر العالم للبحث في الاتجار بالبشر وأنواع أخرى العبودية المعاصرة. لقد صُدم أكثر من أي وقت مضى بسبب الطبيعة الماكرة والمتفشية لانتهاكات حقوق الإنسان هذه، وقرر عند عودته عدم الاستمرار في مهنته في الاستثمار البنكي، ولأجل أن يكون قادرًا على الاستمرار ببحثه وتحليله للعبودية المعاصرة. انتقل إلى لوس أنجلوس، حيث عمل وقدَّم مشورته أثناء يومه، بينما استمر برحلاته البحثية حول العالم. وخلال هذا الوقت، كتب نصًا سينمائيًا وكذلك كتابه غير الخيالي الأول المبني على أبحاثه المتراكمة. وبعد ذلك، حصل كارا على شهادة في القانون من لندن، إنجلترا، مع استمراره بالعمل، والكتابة، والسفر بشكل موسع لينصح ويدافع ضد العبودية المعاصرة.
خلال سفراته الواسعة عبر القارات الست، شاهد كارا بيع البشر لغرض العبودية مباشرةً، وأجرى مقابلات مع أكثر من ألف من العبيد السابقين والحاليين من جميع الأنواع، وتصدى لبعض الأفراد الذين قاموا بالاتجار بهم واستغلالهم.